# رجب آیدین
رجب آیدین (انگلیسی: Recep Aydın؛ زادهٔ ۲۷ ژانویهٔ ۱۹۹۰) بازیکن فوتبال اهل ترکیه است.
از باشگاه‌هایی که در آن بازی کرده‌است می‌توان به باشگاه فوتبال کاردمیر قره‌بوک‌اسپور، باشگاه ورزشی استانبول‌اسپور، و باشگاه فوتبال قونیه‌اسپور اشاره کرد.